# Amos Burn
Amos Burn (n. Kingston upon Hull,; 31 de diciembre de 1848 - f. Londres; 25 de noviembre de 1925) fue un ajedrecista inglés, uno de los mejores del mundo a finales del siglo XIX.

## Biografía y logros en el ajedrez
Siendo un adolescente, se trasladó a Liverpool, convirtiéndose en aprendiz de una empresa de armadores y comerciantes. No aprendió a jugar al ajedrez hasta los dieciséis años. Posteriormente, recibió lecciones del futuro Campeón del Mundo Wilhelm Steinitz en Londres, y, como él, se hizo conocido por su solidez defensiva. Aron Nimzowitsch consideraba a Burn como uno de los mejores jugadores defensivos.
Aunque nunca fue un ajedrecista profesional, Burn desarrolló una larga carrera en torneos. Su primer torneo, en 1867-1868, fue un torneo (con hándicap) en el Club de Ajedrez de Liverpool. Preclasificado en la segunda categoría, recibía ventaja de peón y jugada de los cuatro mejores jugadores, y daba ventaja de caballo a los demás jugadores. Burn ganó fácilmente, y logró 24 puntos de 25 posibles.
Su primer Gran Torneo fue la tercera Copa de la Federación Inglesa de Ajedrez , jugado en Londres en 1870, donde sorprendió a los mejores, al terminar empatado en primer lugar con John Wisker, y por delante de Joseph Henry Blackburne, aunque perdió el encuentro de desempate contra Wisker. Su último torneo fue en 1912 en Breslau, donde terminó 12.º de 18 jugadores, anotando 7 ½ puntos de 17 posibles.
En 1886 se enfrentó con Henry Edward Bird (9:9 y George Henry Mackenzie (4:4 con dos empates).
Sus mejores resultados en torneos fueron la victoria en Nottingham en 1886 (por delante de Emil Schallopp), un primer puesto junto con en el Campeonato de Gran Bretaña de ajedrez en Londres en 1887 con Isidor Gunsberg (ante Joseph Henry Blackburne y Johannes Zukertort), un primer lugar en Ámsterdam en 1889 (frente a un todavía joven Emanuel Lasker), un segundo puesto en Breslau en 1889 (tras Siegbert Tarrasch) y un primer lugar en el Campeonato de Alemania (Congreso de la DSB) en Colonia en 1898 (frente a Rudolf Charousek, Mijaíl Chigorin, Carl Schlechter, David Janowski y Steinitz).
Participó en el torneo de ajedrez de Hastings en 1895, el torneo de ajedrez más fuerte del siglo XIX, y acabó 12.º con 9 ½ puntos de 21. Participó también en el torneo de Viena de 1898, donde competía toda la élite del momento, y donde fue 7.º (el campeón fue Siegbert Tarrasch).
Su mejor clasificación histórica ELO fue 2728 en octubre de 1900.
En 1913, sucedió a Leopold Hoffer a su muerte como editor de la principal columna de ajedrez de Gran Bretaña, en la revista The Field. Se trasladó a Londres, donde ocupó el cargo hasta su muerte en 1925.

## Partidas más destacadas
En uno de sus últimos torneos, Burn ganó al en ese momento joven Alexander Alekhine en Karlsbad, en 1911:
- Burn-Alekhine, Karlsbad 1911

1.e4 e6 2.d4 d5 3.Cc3 CF6 4.Ag5 Ae7 5.e5 CE4 6.Axe7 Dxe7 7.Ad3 Cxc3 8.bxc3 c5 9.Cf3 Cc6 10.OO c4 11.Ae2 Ad7 12.Dd2 b5 13.Ce1 a5 14.a3 OO 15.f4 b4 16.axb4 axb4 17.Txa8 Txa8 18.cxb4 Dxb4 19.c3 Db3 20.Ad1 TA2 21.Dc1 DB6 22.Tf2 Da7 23.Txa2 Dxa2 24. cc2 h6 25.Da1 Dxa1 26.Cxa1 Ca7 27.Rf2 Ac6 28.Re3 Cb5 29.Rd2 Rf8 30.Cc2 Re7 31.Ce3 f5 32.Af3 Rd7 33.g4 fxg4 34.Axg4 g6 35.Ad1 Re7 36.Cg4 h5 37.Ce3 Rf7 38.Cg2 Rg7 39.Ch4 Ae8 40.Cf3 Rf7 41.Rc2 Ad7 42.Rb2 Ca7 43.Ra3 Cc6 44.Aa4 Ae7 45.Ch4 Rf7 46.Axc6 Axc6 47.Rb4 Re8 48.Cf3 Re7 49. CG5 Rc6 50.Ra3 Ad7 51.Rb2 Aa4 52.Rc1 ab3 53.Cf3 Aa4 54.Ch4 Rf7 55.Cg2 Ad7 56.h4 Ae8 57.Rb2 Aa4 58.Ce3 Re7 59.Ra3 Ac6 60.Rb4 Rd7 61.Ra5 RC7 62.Cc2 RB7 63.Cb4 Ad7 64.Ca6 Ae8 65.Cc5 + Rc6 66.Cxe6 Ad7 67.Cg5 Af5 68.Rb4 Ag4 69.Ra3 Rd7 70.Cf7 Ae6 71.Cd6 Rc6 72.Rb2 Ag4 73.Rc2 Rd7 74. Rd2 Re6 75.Re3 AH3 76.f5 + gxf5 77.Rf4 Ag4 78.Rg5 AH3 79.Ce8 Rf7 80.Cf6 f4 81.Rxf4 Ae6 82.Rg5 1-0
- MacDonald-Burn, Liverpool 1910

|       |       |       |       |       |       |       |       |    |  |
|       | a8    | b8    | c8 qd | d8    | e8    | f8    | g8    | h8 |  |
| a7 pd | b7 pd | c7 rd | d7    | e7    | f7    | g7 kd | h7    |    |  |
| a6    | b6    | c6    | d6 pd | e6    | f6    | g6    | h6    |    |  |
| a5 pl | b5    | c5 pd | d5 pl | e5 pd | f5    | g5 bd | h5 bl |    |  |
| a4    | b4    | c4 pl | d4    | e4    | f4    | g4    | h4 nd |    |  |
| a3    | b3 pl | c3    | d3    | e3    | f3    | g3    | h3 pl |    |  |
| a2    | b2    | c2    | d2 ql | e2    | f2 pl | g2    | h2 kl |    |  |
| a1    | b1    | c1    | d1    | e1    | f1    | g1 rl | h1    |    |  |
|       |       |       |       |       |       |       |       |    |  |

La presentación de la izquierda muestra una sorprendente posición extraída de una de las partidas amistosas de Burn. A simple vista, la posición de las Negras parece perdedora: parece que su alfil , atacado por dos piezas distintas y clavado con el rey, al cual cubre, caerá, y que recibirá mate pronto. Sin embargo, Burn encontró la fantástica 33 ... Dg4!, que deja la dama en prise respecto a tres piezas blancas. A pesar de ello, si 34.Axg4 o hxg4, Negras ganan con 34 ... Axd. Si 34.Dxg5 +, 34 ... Dxg5 35.Txg5 + Rh6, y Negras ganan una pieza y la partida. MacDonald eligió 34.Txg4 CF3 + 35.Rg2 Cxd2 36.Txg5 + Rh6 37.h4 Cxb3 38.Tf5 Cxa5 y Burn ganó en 11 jugadas más.
Su biógrafo Richard Forster identificó esta jugada como " sin lugar a dudas es la más extraordinaria de su carrera.". El periodista de Ajedrez Tim Krabbé considera el movimiento 33 ... Dg4! una de las diez jugadas más fantásticas jamás jugada, destacándola como notable ejemplo del Tema Novotny en el juego práctico.

## Contribución a la teoría en ajedrez
Burn dio su nombre a una variante de la defensa francesa: 1.e4 e6 2.d4 d5 3.Cc3 CF6 4.Ag5 dxe4, una línea que había sido previamente jugada por Albert Clerc contra Adolf Anderssen en París en 1878. Su primera partida conocida con esta variante fue contra Charles Dealtry Locock en Bradford en 1888. Sin embargo, Burn fue el primero en jugar la variante de forma regular, con buenos resultados, consiguiendo nueve victorias, cinco derrotas y un empate con esta apertura.